# Real Estate (band)
Real Estate is een Amerikaanse indieband, oorspronkelijk uit Ridgewood en later gevestigd in Brooklyn (New York).

## Biografie
In 2008 richtten zanger en gitarist Martin Courtney, gitarist Matt Mondanile (Ducktails), bassist Alex Bleeker (Alex Bleeker and the Freeks) en drummer Etienne Pierre Duguay Real Estate op. In 2011 verving Jackson Pollis Duguay op drums en kwam Jonah Maurer erbij op toetsen en gitaar. Volgens de groep zelf is ze vooral beïnvloed door The Feelies. 
De debuutplaat uit 2009, Real Estate, kreeg van Pitchfork een 8,5 en werd tot "Best New Music" uitgeroepen. Het album kreeg van Metacritic een waardering van 79%. De band ging op tournee als voorprogramma van onder meer Girls, Kurt Vile, Woods en Deerhunter.
In 2011 tekende Real Estate een platencontract met de Domino Records en bracht daar de opvolger Days uit. Ook dit album kreeg positieve recensies (76% op Metacritic en 8,7 op Pitchfork).
In maart 2014 verscheen hun derde album, Atlas. Tijdens de opnamen werd Jonah Maurer op toetsen vervangen door Matt Kallman.
Het meest recente album van de band valt sedert 2017 te beluisteren onder de naam In Mind.

## Discografie

### Albums
- 2009 - Real Estate
- 2011 - Days
- 2014 - Atlas
- 2017 - In Mind
- 2020 - The Main Thing
- 2024 - Daniel

### Ep's
- 2009 - Atlantic City Expressway
- 2010 - Reality
- 2021 - Half a Human

### Singles
- 2009 - "Fake Blues" / "Pool Swimmers"
- 2009 - "Fake Blues" / "Green River"
- 2009 - "Suburban Beverage" / "Black Lake" & "Old Folks"
- 2010 - "Out of Tune" / "Reservoir"
- 2011 - "It's Real" / "Blue Lebaron"
- 2012 - "Easy" / "Exactly Nothing"
- 2014 - "Talking Backwards" / "Beneath the Dunes"
- 2014 - "The Chancellor" / "Recreation"